# When a Man Loves a Woman (pjesma)
When a Man Loves a Woman je pjesma koju su napisali Calvin Lewis i Andrew Wright. Pjesmu je prvobitno otpjevao Percy Sledge.

## O pjesmi
Percy Sledge je snimio pjesmu 17. veljače 1966., a singl je obljavljen 6. travnja iste godine. Pjesma je istog trena postala hit i ubrzo se uspela na prvo mjesto Billboard Hot 100 ljestvice ali i na druge ljestvice.
Kada je pjesmu trebala snimiti nije imala ni imena ni teksta. Percy Sledge je improvizirao tekst tijekom nekoliko smimanja, bez ikakvih priprema. Pjesma je bila prvi Sledgeov hit i ostala njegova najpoznatija pjesma. Michael Bolton je 1991. napravio obradu pjesme i čak i ova inačica se popela na vrh ljestivca. Na Rolling Stone listi 500 najboljih pjesama svih vremena pjesma je na 53. mjestu.
Bette Midler je izvela pjesmu u filmu The Rose. Percy Sledgeova inačica se može čuti u filmu Kad čovjek voli ženu.

## Vanjske poveznice
- Percy Sledge - When a Man Loves a Woman (live-video)
- Michael Bolton - When a Man Loves a Woman (live-video)
- Percy Sledge & Michael Bolton - When a Man Loves a Woman (live-video)
- Tekstovi pjesama